# Balls to Picasso
Balls to Picasso е хевиметъл албум на британския певец Брус Дикинсън, издаден през 1994 г. Метъл баладата „Tears of the Dragon“ се заковава на върха на класациите в много държави като Бразилия, където Дикинсън има много фенове.
Този албум бележи началото на съвместната работа на Дикинсън и Рой Z. В музикален план албума се отдалечава от „Tattooed Millionaire“ и все пак е по-традиционен от последвалия „Skunkworks“.

### Бонус диск на пре-издадената версия от 2005
1. „Fire Child“
2. „Elvis has left the Building“
3. „The Breeding House“
4. „No Way Out...To Be Continued“
5. „Tears of the Dragon“ (акустична версия)
6. „Winds of Change“ (различна от студийната версия)
7. „Spirit of Joy“
8. „Over and Out“
9. „Shoot All the Clowns“ (12" ремикс)
10. „Laughing in the Hiding Bush“ (лайф)
11. „The Post Alternative Seattle Fall Out“ (лайф)
12. „Shoot All the Clowns“ (7" ремикс)
13. „Tibet“
14. „Tears of the Dragon“
15. „Cadillac Gas Mask“
16. „No Way Out...Continued“

## Състав
- Брус Дикинсън – вокали

### Tribe of Gypsies
- Рой Z – китара
- Еди Касилас – бас
- Дейвид Инграм – барабани
- Дог Ван Бовен – перкусия